# Simon Waldstein
Simon Waldstein (* 1837 in Wien; † 28. November 1902 ebenda) war ein österreichischer Optiker, k.u.k. Hoflieferant und beeidigter Schätzer. Er war jüdischen Glaubens.

## Familie
Er war Sohn der Eheleute Jakob Waldstein. Max, Ludwig (1836–1919) sowie Antonia Passauer (1844–1926) waren seine Geschwister.
Aus der in Wien um 1864 mit Hermine geborene Seligmann (1841–1900) geschlossenen Ehe gingen der Fachbuchautor und Arzt am Frauenhospiz der Genossenschaftskrankenkassen Edmund Waldstein (* 1871), Kommerzienrat Otto Waldstein, Optiker (1878–1936) und Adele Waldstein (1866–1918) hervor.

## Unternehmer
Er unterhielt unter anderem mit seinem Vater in Wien Am Kohlmarkt 3 (Waldsteinhaus) und 5 den gemeinsamen Optikerbetrieb.